# Leonówka (rejon szarkowszczyński)
Leonówka – dawny folwark. Tereny na których leżał znajdują się obecnie na Białorusi, w obwodzie witebskim, w rejonie szarkowszczyńskim, w sielsowiecie Hermanowicze.

## Historia
W czasach zaborów ówczesna wieś w gminie Łużki, w powiecie dzisieńskim, w guberni wileńskiej Imperium Rosyjskiego. Należała do dóbr Hermanowicze.
W latach 1921–1945 folwark leżał w Polsce, w województwie wileńskim, w powiecie dziśnieńskim, w gminie Hermanowicze.
Według Powszechnego Spisu Ludności z 1921 roku zamieszkiwały tu 24 osoby, wszystkie były wyznania rzymskokatolickiego. Jednocześnie 20 mieszkańców zadeklarowało polską a 2 białoruską przynależność narodową. Były tu 2 budynki mieszkalne. W 1931 w 2 domach zamieszkiwało 19 osób.
Wierni należeli do parafii rzymskokatolickiej w Hermanowiczach. Miejscowość podlegała pod Sąd Grodzki w Łużkach i Okręgowy w Wilnie; właściwy urząd pocztowy mieścił się w Hermanowiczach.